# Ochodnica
Ochodnica (in ungherese Ösvényes) è un comune della Slovacchia facente parte del distretto di Kysucké Nové Mesto, nella regione di Žilina.